# Nikola Kokyová
Nikola Kokyová (* 13. dubna 1999 Kolín[zdroj?]) je vítězka národní soutěže krásy Miss České republiky 2019.

## Osobní život
Kokyová se od útlého věku věnovala tanci. 8 let závodně tančila latinskoamerické tance v Akademii tanečního umění a sportu Duende pod vedením profesionálního tanečníka, choreografa a trenéra sportovních tanečních párů Eduarda Zubáka. K jejím zálibám patřila také hra na flétnu, břišní tance a atletika.[zdroj?]
Nikola Kokyová vystudovala Hotelovou školu v Poděbradech. V roce 2019 studovala obor ekonomika a provoz podniku na Univerzitě Pardubice. Kokyovou v blízké době[kdy?] čeká i postgraduální studium European Institute of Business and Public Education.[zdroj?]
Kokyová žije v Kolíně. Matka je zdravotní sestra v oblastní nemocnici Kolín. Otec Cyril Koky, který je romského původu ze Slovenska, je bývalým vojákem z povolání, posledních 15 let pracuje na Krajském úřadě Středočeského kraje. Působí také v politice, na podzim 2020 neúspěšně kandidoval do Senátu za Českou pirátskou stranu. Starší bratr Kokyové studuje práva na Masarykově univerzitě v Brně.[zdroj?]

## Kariéra
Při studiu Nikola Kokyová pracovala tři roky jako redaktorka v regionální televizi Kolín. Následně pracovala pro portál Svoboda nebo jako průvodkyně pro cestovní kancelář. V rámci této práce Nikola pracovala ve Španělsku a Itálii.[zdroj?]

## Modeling a soutěže krásy
Svoji kariéru modelky zahájila Kokyová v 15 letech regionální soutěží krásy Miss Kolínska, kde získala titul I. Vicemiss. V roce 2019 vyhrála národní soutěž krásy Miss České republiky. Výhrou byly roční bezplatný pronájem osobního automobilu, postup na mezinárodní soutěž krásy a postgraduální studium na European Institute.